# Schreefloos

Schreefloos lettertype

Lettertype met schreven

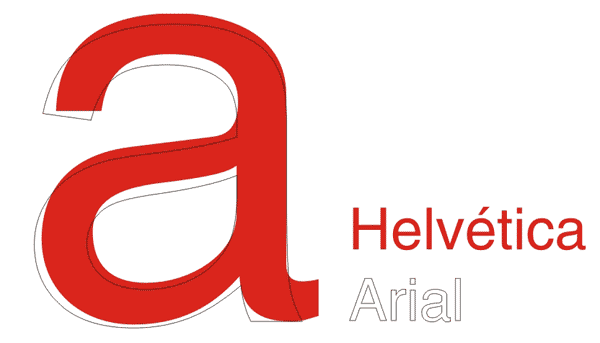
Helvetica en Arial zijn beide schreefloos

Schreefloos of lineaar (Engels: sans serif, Frans: linéale) is een lettertype zonder schreven, dus zonder de dunne dwarsstreepjes aan het uiteinde van de verticale en horizontale balken.
Doordat het woord schreef eigenlijk alleen bij typografen bekend is en gebruikers met de computer teksten kan opmaken, wordt de Engelse benaming ook door Nederlandstaligen gebruikt. Van Dale noch het Groene Boekje vermeldt echter de Engelse benaming.
Een bijkomend kenmerk van schreefloze letters is de dikte van de letter: die is overal ongeveer gelijk, terwijl de (meeste) schreefletters in hun oplopende en dalende bochten geleidelijk van dun naar dikker en weer naar dun verlopen. Er bestaan ook schreefletters met een gelijkmatige dikte, de egyptiennes. Voorbeelden zijn Courier en andere schrijfmachineletters.
Schreefloze letters zijn vooral geschikt voor korte tekstfragmenten als koppen, titels en citaten. Langere gedrukte teksten worden ter wille van de leesbaarheid meestal in een schreefletter gezet. Tekst op computerbeeldschermen wordt vaak in een schreefloze letter gezet, omdat de beperkte resolutie van een beeldscherm zich bij kleine letters niet goed leent voor schreefletters. Die zijn immers complexer van vorm dan schreefloze letters. Een tekstverwerker, bijvoorbeeld WordPerfect of MS Word, bevat een ruim assortiment lettertypes. Bijzonder in dit opzicht is Comic Sans: een informeel schreefloos lettertype dat er toch uitziet als een script (handschrift) en zowel veel gebruikers als tegenstanders heeft.

## Categorieën
In de typografie worden de diverse lettertypes ingedeeld naar hun opvallendste verschijningsvorm. Grosso modo zijn er dan tot drie categorieën:
- schreefletters
- schreefloze letters
- overige letters: scripts, sierletters, smoutletters

De schreefloze letters bestaat uit vier subcategorieën.

### Grotesken

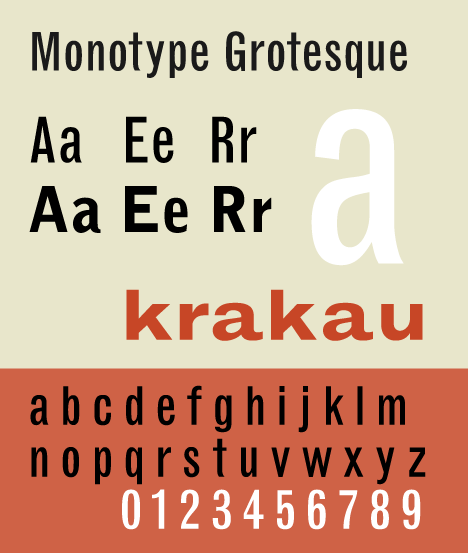
Monotype Grotesque, een groteske lineare

Grotesken hebben hun wortels in de 19e eeuw. Deze letters hebben een matig tot klein contrast. De G heeft meestal een spoor, een klein puntig uitsteeksel, en de R heeft een golvende staart. De uiteinden van de letters zijn meestal horizontaal afgesneden.
Monotype 215 en Grot no.6 zijn voorbeelden.

### Neo-grotesken

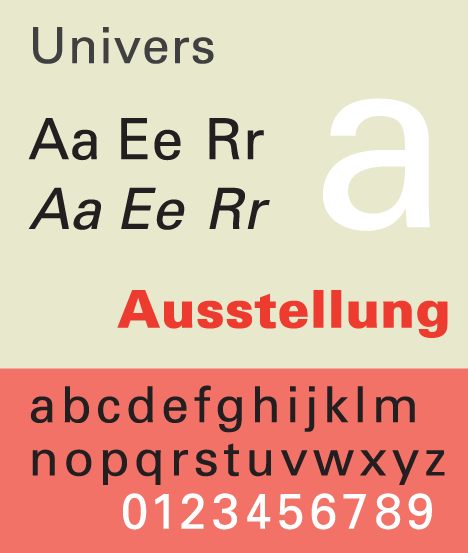
Univers, een neo-groteske lineare

Neo-grotesken hebben hun oorsprong in de grotesken, maar hebben over het algemeen nog minder contrast. De lettervormen zijn over het algemeen meer uniform en gebalanceerder uitgewerkt. De G heeft in tegenstelling tot die van de grotesken meestal geen spoor, de uiteinden van de letters zijn vaak schuin afgesneden.
Helvetica en Univers zijn bekende voorbeelden. Helvetica stond model voor heel wat imitaties, zoals Swiss en Arial.

### Geometrisch

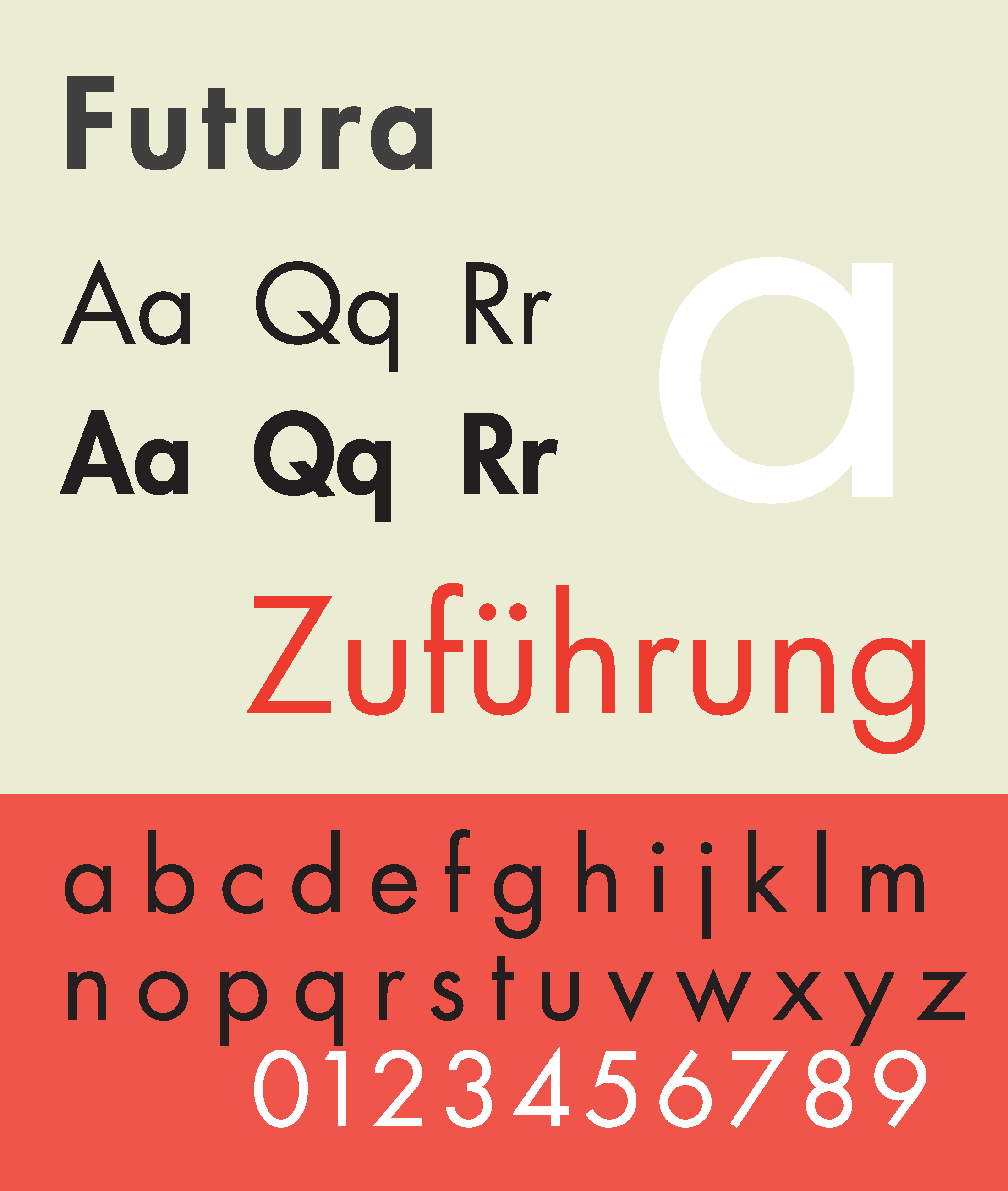
Futura, een geometrische lineare

Geometrische linearen zijn eenvoudig van vorm, opgebouwd uit cirkels en rechthoeken. Vormen worden hergebruikt, zodat alle letters veel op elkaar lijken en er een evenwichtig tekstbeeld ontstaat.
Futura, Eurostile en Avenir zijn voorbeelden.

### Humanistische linearen

Gill Sans, een humanistische lineare

Humanistische linearen zijn gebaseerd op de klassieke handgeschreven stijlen, zoals de karolingische minuskel en de daarop gebaseerde humanistische minuskel, maar de schreven van de humanen ontbreken. Ze zijn lang niet zo rigide als de grotesken.

Veel gebruikt wordt ook een letter als Gill Sans, waarvan vele varianten bestaan. Een andere beroemde humanistische lineaar is de letter die de kalligraaf Edward Johnston ontwierp voor de London Underground, de Johnston. De Optima van Hermann Zapf is een ander bekend voorbeeld.